# وزیر بهداشت، کار و رفاه (ژاپن)
وزیر بهداشت، کار و رفاه (به ژاپنی: 厚生労働大臣، Kousei-Rodou Daijin)، عضو کابینه ژاپن یا هیئت دولت ژاپن و رهبر و مدیر اجرایی وزارت بهداشت، کار و رفاه است. وزیر توسط نخست‌وزیر ژاپن معرفی می‌شود و توسط امپراتور ژاپن منصوب می‌شود.